# Bisdom Santa Rosa de Osos
Het bisdom Santa Rosa de Osos (Latijn: Dioecesis Sanctae Rosae de Osos) is een rooms-katholiek bisdom met als zetel Santa Rosa de Osos, in Colombia. Het bisdom is suffragaan aan het aartsbisdom Santa Fe de Antioquia. 

## Geschiedenis
Het bisdom werd opgericht op 5 februari 1917, uit delen van het bisdom Antioquia, en was suffragaan aan het aartsbisdom Medellín. Op 18 juni 1988 wisselde het van kerkprovincie en werd suffragaan aan het nieuw verheven aartsbisdom Santa Fe de Antioquia

## Parochies
Het bisdom had in 2020 een oppervlakte van 22.925 km2 en telde 711.800 inwoners waarvan 94,8% rooms-katholiek was.

## Bisschoppen
- Maximiliano Crespo Rivera (7 februari 1917 - 15 november 1923)
- Miguel Ángel Builes Gómez (27 mei 1924 - 29 september 1971)
- Joaquín García Ordóñez (29 september 1971 - 10 juni 1995)
- Jairo Jaramillo Monsalve (10 juni 1995 - 13 november 2010)
- Jorge Alberto Ossa Soto (15 juli 2011 - 15 oktober 2019)
- Elkin Fernando Álvarez Botero (22 oktober 2020 - 8 juli 2023)
- sedisvacatie

## Galerij van afbeeldingen

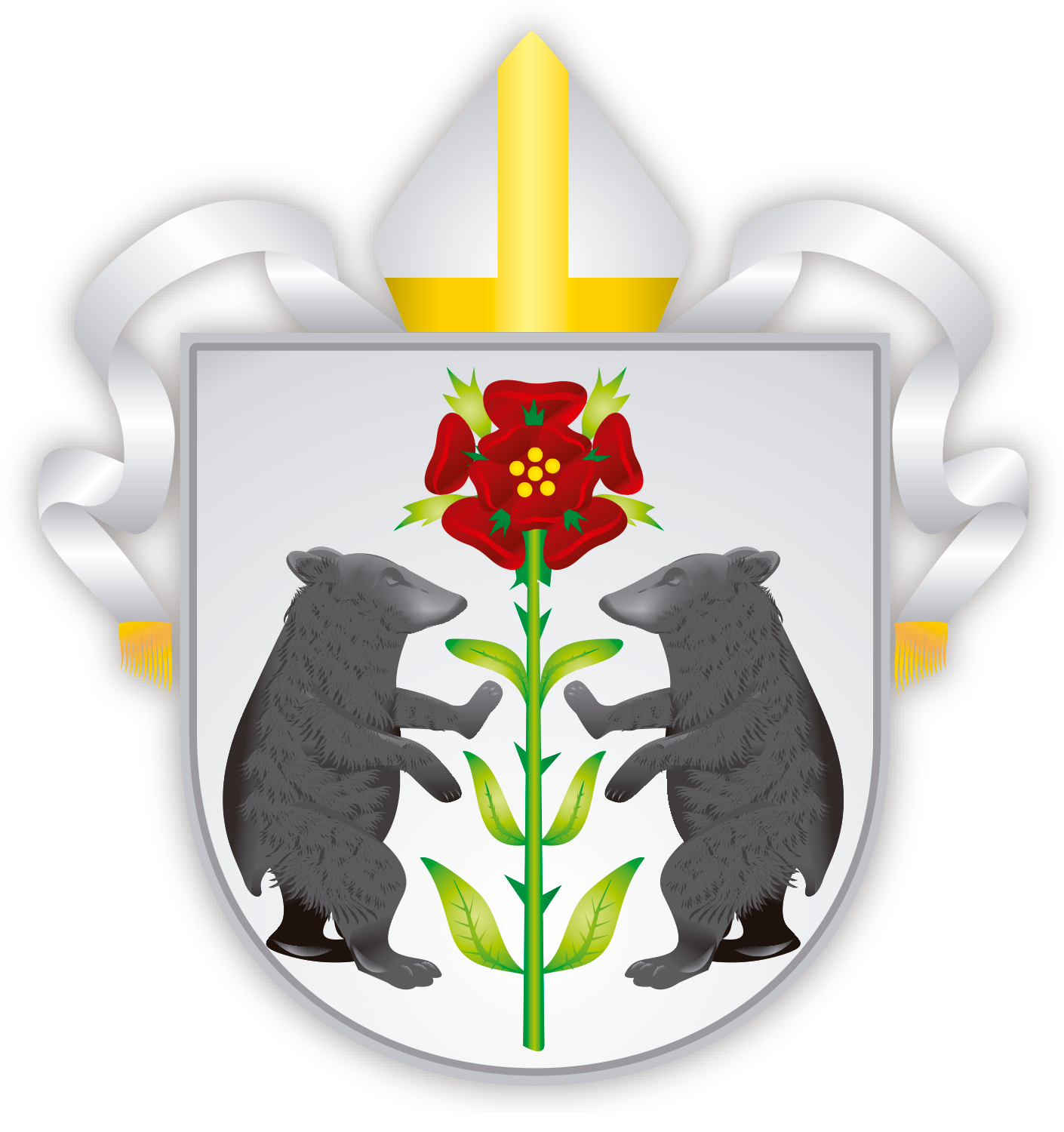
Wapen van het bisdom Santa Rosa de Osos

Santa Fe de Antioquia (aartsbisdom) · Apartadó · Istmina-Tadó · Quibdó · Santa Rosa de Osos